# Publi Corneli Escipió Barbat
Publi Corneli Escipió Barbat (llatí: Publius Cornelius Scipio Barbatus) va ser un magistrat romà. Formava part de la gens Cornèlia, i era de la família dels Escipió, una important família romana d'origen patrici.
Probablement va ser elegit cònsol l'any 328 aC juntament amb Gai Plauci Decià, segons esmenten els Fasti. En canvi Titus Livi menciona a un dels cònsols d'aquest any amb el nom de Publi Corneli Escàpula, i l'altre era Publi Plauci Pròcul, i Gai Plauci Decià hauria estat cònsol l'any 329 aC. Va ser nomenat dictador l'any 306 aC amb l'encàrrec de fer comicis. L'any següent es parlava d'ell donant-li el títol de pontífex màxim.